# Armeekreuz für 1813/14
Das Armeekreuz für 1813/14, auch Kanonenkreuz genannt, wurde am 13. Mai 1814 durch Kaiser Franz I. von Österreich gestiftet und konnte allen Soldaten verliehen werden, die an den Befreiungskriegen gegen Napoléon teilgenommen haben.

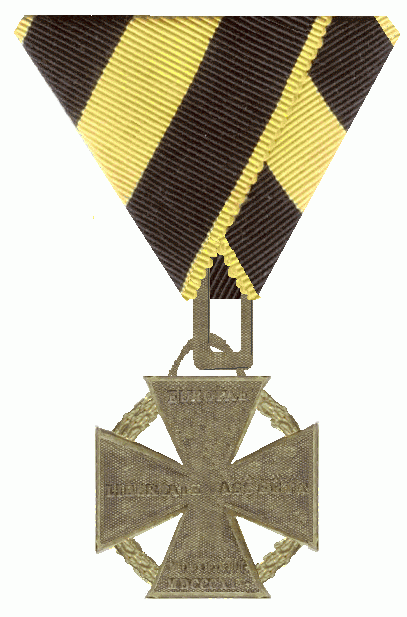
Armeekreuz für 1813/14

## Aussehen
Die Dekoration ist ein aus der Bronze erbeuteter französischer Geschütze gefertigtes Tatzenkreuz mit einem zwischen den Kreuzarmen verlaufenden Lorbeerkranz. Auf den Kreuzarmen von oben nach unten die Inschrift GRATI PRINCEPS ET PATRIA FRANC · IMP · AUG · (In Dankbarkeit Herrscher und Vaterland Kaiser Franz). Rückseitig EUROPAE LIBERTATE ASSERTA MDCCCXIII/MDCCCXIV · (Denjenigen, die Europas Freiheit sicherstellten 1813/1814).
Das Armeekreuz stellte die erste militärische Massenauszeichnung in der Habsburgermonarchie dar. Während des Ersten Weltkrieges diente das Aussehen dieser Dekoration als Vorbild für die Gestaltung des im Dezember 1916 neu geschaffenen Karl-Truppenkreuzes.

## Trageweise
Getragen wurde die Auszeichnung an einem gelben Band mit einem schwarzen breiten Randstreifen auf der linken Brustseite.

## Verleihungen
Feldmarschall Karl Philipp Fürst zu Schwarzenberg als Oberkommandierender der verbündeten Truppen erhielt am 18. Oktober 1814 das aus Gold gefertigte Große Armeekreuz für 1813/14 vom Kaiser verliehen.
Insgesamt kam die Auszeichnung ca. 100.000 Mal zur Verleihung.